# Ь (latinka)

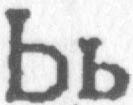
Písmeno ь

Ь (minuskule ь) je nyní již běžně nepoužívané písmeno latinky. Bylo zavedeno v roce 1928 jako součást reformovaného janalifu. Písmeno bylo navrženo pro zápis hlásky [ɯ]. Písmeno tedy odpovídá písmenu I, minuskule ı v aktuálních abecedách tatarštiny, turečtiny a ázerbájdžánštiny, podle jazyka sloužilo ve skutečnosti nejen pro zápis hlásky [ɯ], ale také [ɨ].
Protože se písmeno nenachází v Unicode, používají se místo něho podobná písmena, buď písmeno Ь (minuskule ь, měkký znak/měkký jer) z cyrilice, nebo písmeno Ƅ (minuskule ƅ) používané v minulosti v čuangštině pro označení šestého tónu ˧.